# Teodora (senadora)

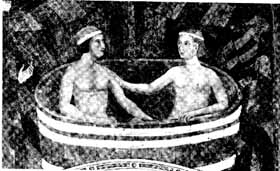
Teodora y Marozia.

Teodora (* hacia el 870 - † 916) fue una senadora (en latín: senatrix) y serenissima vestaratrix de Roma, madre de Marozia, la que fue la presunta concubina del Papa Sergio III. Junto con su esposo Teofilacto I, controlaron la ciudad de Roma y el papado a principios del siglo X en el llamado Reinado de las Prostitutas.
Teodora era abuela de Juan XI, hijo de Marozia (y según Liutprando de Cremona y el Liber Pontificalis) y también de Sergio III. Sin embargo, una tercera fuente contemporánea, el analista Flodoardo (c. 894-966), dice que Juan XI fue hermano del Conde Alberico II de Spoleto, siendo este último hijo de Marozia y su marido el conde Alberico I de Spoleto. Por lo tanto Juan también era probablemente el hijo de Marozia y Alberico I.
Teodora fue caracterizada por Liutprando de Cremona como "vergonzosa puta ... [que] ejerció el poder sobre la ciudadanía romana como un hombre". Este obispo de Cremona fue descrito con frecuencia por la Enciclopedia Católica como injusto con sus adversarios y podría mostrar una parcialidad en sus juicios. Al ver cómo muchos en la iglesia estaban sesgados en contra del dominio femenino, no todo lo que ha sido escrito por él se puede tomar como una verdad indiscutible.[cita requerida]